# Air'Europ Club
 (août 2018).
Si vous disposez d'ouvrages ou d'articles de référence ou si vous connaissez des sites web de qualité traitant du thème abordé ici, merci de compléter l'article en donnant les références utiles à sa vérifiabilité et en les liant à la section « Notes et références ».
L'aéro-club de l'Air'Europ Club est une association loi de 1901 française et l'un des neuf aéroclubs basés sur l'Aéroport de Toussus-le-Noble dans le département des Yvelines de la région Île-de-France. C'est l'un des grands aéroports d'affaires de la région parisienne. 

## Historique
Le club fut créé en 1934 par Marcel Mérat et Maurice Arnoux, deux anciens pilotes de la Première Guerre mondiale, sous l'appellation d'aéroclub du Canton de Sceaux (AéCCS), afin de permettre aux jeunes l'accès à une structure de formation et d'offrir un lieu d'entraînement pour les pilotes civils. L'activité débute sur l'aérodrome de Guyancourt avec le vol d'un Caudron C.270 dit  Luciole, puis en 1937 sur l'aéroport d'Orly avec un second appareil, Potez 58.
Après la Seconde Guerre mondiale, les activités du club vont reprendre en 1945 grâce à l'ancien chef-pilote Robert Sautet qui trouva un accueil sur l'Aérodrome d'Étampes - Mondésir, et en 1947 sur le terrain de l'aéroport de Toussus-le-Noble, à son emplacement actuel. Les avions d'après-guerre était bien souvent gérés par le service de l'Aviation civile et sportive du ministère de l'Air, mais le club fit l'acquisition de quelques avions de jeunes constructeurs : Starck AS-80 Holiday, Brochet MB-72, et les deux modèles du constructeur Roger Druine : Druine Turbi et Turbulent.
Dans ces années 1950, sous l'impulsion de Sylvain Badez, fondateur du journal du RSA, le club développe une importante activité de construction amateur d’où sortent le Bagimer II, et les premiers bébés Jodel. À cette époque, le club possède quatre Stampes pour la formation et la voltige.
Dans les années 1960, le club possède des avions Jodel, dont le D.112.
En 1968, l'aéroclub de Saint-Cloud, basé également à Toussus-le-Noble, fusionne avec l'AéCCS, donnant naissance à l'aéroclub de Sceaux-Saint-Cloud, toujours basé au hangar 222, et exploite dans les années 1970 les Jodel D.112, Jodel D.140,  des Morane-Saulnier Rallye MS.835 et MS 880, deux Waggon, un Mashinenbau, un Bolköw BO.208 Junior, un Fournier RF-3, puis Fournier RF-6, un Gardan GY 80, ainsi que les premiers Robin DR.315, DR.340, et HR.200, ainsi que trois planeurs Wassmer WA-30 Bijave.

## Flotte
En 2018, le club  exploite :
- Trois avions Robin DR-400 de (120, 160, et 180cv) ;
- Un Cirrus SR20 (200 cv) ;
- Un Tecnam P2002 JF de (90cv).

## Présidents
- Maurice Arnoux (1895-1940).

## Instructeurs célèbres
- Maurice Arnoux